# Szmidovicsi járás

A Szmidovicsi járás a Zsidó autonóm területen

A Szmidovicsi járás (oroszul Смидовичский район) Oroszország egyik járása a Zsidó autonóm területen. Székhelye Szmidovics.

## Népesség
- 1989-ben 29 708 lakosa volt.
- 2002-ben 28 193 lakosa volt.
- 2010-ben 28 165 lakosa volt.